# Rocher de la Tournette
Rocher de la Tournette je poslední a nejvyšší skalní rameno na hřebeni Les Bosses, kudy vystupují spojené normální cesty z Francie a Itálie na Mont Blanc. Nachází se mezi vrcholem Petite Bosse a hlavním vrcholem. Na Tournette se k normálkám připojuje také horolezecká cesta Sperone della Tournette z bivaku Quintino Sella. Nevýrazný vrchol má nadmořskou výšku 4677 m.

## Okolí
K severu se spouští Bossonský ledovec, na jihozápad spadá komplikovaný systém skalních hřebenů a menších ledovců, které se spojují na velkém ledovci Miage.

## Prvovýstup
Na La Tournette se pravděpodobně poprvé dostali horolezci Leslie Stephen a Francis Fox Tuckett s horskými vůdci Melchior Anderegg, Johann Joseph Bennen a Peter Perren 18. července 1861 během výstupu na Mont Blanc hřebenem Bosses.

## Letecké havárie
- Do těsného okolí Rocher de la Tournette se zřítilo dopravní letadlo Lockheed L-749 Constellation letecké společnosti Air India 3. listopadu 1950. Zahynulo všech 48 lidí na palubě.
- Po šestnácti letech 24. ledna 1966 na stejném místě havaroval dopravní Boeing 707 stejné letecké společnosti. Při této nehodě přišlo o život všech 117 osob.